# Institut Théodore Gouvy
L'Institut Théodore Gouvy a été créé en 1995 pour faire connaître le compositeur Louis Théodore Gouvy (1819-1898) et son œuvre. L'Institut est une association sans but lucratif reconnu d'intérêt général. Il est installé à Hombourg-Haut à la frontière sarroise, où le compositeur franco-allemand séjourna régulièrement à partir de 1871.

## Historique
Malgré une remarquable biographie publiée par le musicologue allemand Otto-Adolf Klauwell en 1902, Théodore Gouvy sombra au XXe siècle dans l'oubli, sans doute aussi parce qu'il fut catalogué comme un compositeur académique. 
C'est à partir de 1986, après une thèse soutenue à Paris-Sorbonne par Martin Kaltenecker sous la direction de Danièle Pistone puis en 1990, la création par le Chœur d'hommes de Hombourg-Haut de Rencontres musicales dédiées au compositeur qu'un nouvel intérêt pour Théodore Gouvy fut amorcé. Malheureusement de nombreuses œuvres n'étaient plus éditées et les artistes et formations musicales qui voulaient jouer du Gouvy avaient des difficultés à trouver les partitions, bien que de grands éditeurs français et allemands avaient édité une partie de ses compositions.
Si l'œuvre éditée représente 90 opus, le nombre d'œuvres non éditées était en 1986 à peu près de la même importance comprenant plusieurs grandes compositions comme des symphonies, la cantate dramatique Asléga, selon une légende scandinave, ou encore les deux opéras, Der Cid (livret en allemand de Friedrich Langhalz) et Mateo Falcone d'après une nouvelle de Mérimée.
L'Institut Théodore Gouvy s'est également associé à des universités pour susciter des colloques sur le compositeur et son œuvre comme en 2006  avec l'Institut de musicologie de l'Université de la Sarre et en 2019 pour le bicentenaire de la naissance du compositeur avec l'université Paris-Sorbonne et l'Université Paris-Diderot.

## Missions
L'Institut a pour mission de faire connaître Théodore Gouvy et de promouvoir sa musique par l'édition de ses compositions, par des enregistrements, des recherches et des publications.
L’Institut constitue ainsi un pôle culturel transfrontalier.
L’Institut est installé dans l'ancienne demeure Gouvy à Hombourg-Haut où sont également réunis des souvenirs et le fonds historique musical du compositeur.
C'est ainsi que les premiers enregistrements discographiques des grands oratorios composés dans les dernières décennies de la vie du compositeur ont pu être réalisés grâce au travail de réédition du matériel d'orchestre qui avait partiellement disparu. 
L'Institut Théodore Gouvy est organisateur avec la Ville de Hombourg-Haut du Festival International Théodore Gouvy. En 2013 il a étroitement collaboré avec le Palazetto Bru Zane - Centre de la musique romantique française donnant lieu à l'édition d'un livre-disque et à plusieurs concerts à Venise.
L'Institut Théodore Gouvy est soutenu par la région Grand Est, par le département de la Moselle, par la Communauté du pays de Freyming-Merlebach et par la ville de Hombourg-Haut.

## Voir également